# Stan wyjątkowy (album)
Stan wyjątkowy – trzeci album zespołu Grupa Operacyjna.

## Lista utworów
1. Uwierz lub nie
2. Świat jest chory
3. Mieszko
4. Mieszko mówi... o papierze toaletowym
5. Rób co chcesz
6. Stan Wyjątkowy
7. Mieszko mówi... o starych ludziach
8. Problem
9. To właśnie Polska
10. Mieszko mówi... o pomyśle na show z gwiazdami
11. Reality Show
12. Mieszko mówi... o czasie
13. Śpiesz się powoli
14. Mieszko mówi... o armii
15. Wróg twojego wroga
16. Mieszko mówi... o ludziach, którzy go denerwują